# Jardim Zoológico (metropolitana di Lisbona)
Jardim Zoológico è una stazione della linea Blu della metropolitana di Lisbona ed è stata inaugurata nel 1959 con il nome di Sete Rios. Dal 1998 la stazione usa il nome attuale.
La stazione ha corrispondenza con la stazione di Sete Rios, dove transitano le linee suburbane del Comboios de Portugal.